# ゴダールの探偵
『ゴダールの探偵』（Détective）は1985年のフランスの映画。

## 概説
ジャン＝リュック・ゴダール監督の探偵映画。とはいえ推理ものではなく登場人物の人間模様を中心に描いたドラマである。
部分的にメロドラマ風になったり突然コメディタッチに変わったりとする風変わりな映画。ジャン＝ピエール・レオが時折コミカルな演技を披露している。また無名時代のステファーヌ・フェラーラ（当時はステファン）と15歳だったジュリー・デルピーも出演している。

## スタッフ
- 監督・脚本：ジャン＝リュック・ゴダール
- 製作・脚本：アラン・サルド
- 脚本：フィリップ・セトボン
- 撮影：ブルーノ・ニュイッテン
- 音楽：ピエール・ガメ

## キャスト
- ジャン＝ピエール・レオ（探偵）
- ジョニー・アリディ（プロモーター）
- ナタリー・バイ（女社長）
- オーレル・ドアザン（フランス語版）
- クロード・ブラッスール
- ステファーヌ・フェラーラ（ボクサー/タイガー）
- ジュリー・デルピー（少女）
- アラン・キュニー
- ローラン・テルジェフ（フランス語版）
- エマニュエル・セニエ
- ピエール・ベルタン（フランス語版）

## 評価
レビュー・アグリゲーターのRotten Tomatoesでは11件のレビューで支持率は91%、平均点は7.50/10となった。